# Dendroica plumbea
A Dendroica plumbea a madarak osztályának verébalakúak (Passeriformes) rendjébe és az újvilági poszátafélék (Parulidae) családjába tartozó faj.

## Előfordulása
Antigua és Barbuda, Barbados, a Dominikai Köztársaság, Guadeloupe, Martinique, Montserrat, Saint Kitts és Nevis, Saint Lucia, Saint Vincent és a Grenadine-szigetek területén honos. A természetes élőhelye szubtrópusi és trópusi síkvidéki és hegyi nedves és száraz erdők és bokrosok.

## Megjelenése
Átlagos testtömege 10.1 gramm.